# Micromyrtus mucronulata
Micromyrtus mucronulata är en myrtenväxtart som beskrevs av Barbara Lynette Rye. Micromyrtus mucronulata ingår i släktet Micromyrtus och familjen myrtenväxter. Inga underarter finns listade i Catalogue of Life.